# Baxter Immigration Reception and Processing Centre
Das Baxter Immigration Reception and Processing Centre (kurz Baxter Detention Centre) war ein australisches Internierungslager für Asylsuchende in der Nähe der Stadt Port Augusta in South Australia. Das Internierungslager war über Jahre hinweg das Ziel einer australischen Protestbewegung gegen die damals herrschende Asylpolitik der nationalkonservativen Regierung unter John Howard.
Es wurde 2002 eröffnet und im August 2007 nach jahrelangen Protesten der Asylsuchenden und Demonstranten geschlossen.

## Lager
Das Zentrum wurde nach dem australischen Entdeckungsreisenden John Baxter (1799–1841) benannt, der auch für die dem Lager naheliegenden Baxter Range namensgebend war. Errichtet wurde auf es dem Gelände des El Alamein Army Camp der Australian Defence Force für 44 Millionen AUD. Um Fluchten zu verhindern, war das Lager von zwei Zäunen umgeben, einer davon war elektrisch.
Angelegt wurde es im Auftrag der damaligen konservativen Regierung von John Howard, um dort die sogenannten Boatpeople unterzubringen, die damals von Indonesien aus ohne Visa nach Australien immigrieren wollten und aufgegriffen wurden.
Nach der Schließung des Lagers wurden einige Gebäude abgebaut und das Gelände an das Verteidigungsministerium zurückgegeben. Die letzten verbliebenen 12 Asylsuchenden wurden auf andere Internierungslager übergeben. Zur Lagerschließung erklärte die Regierung, dass  ihre Politik ein weiteres Eindringen von Asylanten verhindert habe und es nun nicht mehr erforderlich sei.

## Menschenrechtsverletzungen
In dem Lager kam es zu mehreren Verstößen gegen Menschenrechte. Beispielsweise wurde ein 37-jähriger Asylsuchender, nachdem er einen Suizidversuch begangen hatte, auf Anordnung der Lagerverwaltung fünf Tage nackt in Isolationshaft gehalten.
Fünf Kinder einer Familie waren länger als drei Jahre in australischen Lagern interniert, weil sie kein Einreisevisum vorweisen konnten. Erst nach einem Urteil eines Familiengerichts wurden die Kinder aus dem Lager in kirchliche Obhut übergeben.
Eine 39-jährige Frau, die offensichtlich an psychisch erkrankt war, wurde monatelang in dem Lager festgehalten, ohne dass ihre Herkunft festgestellt und Erkrankung erkannt wurde.

## Proteste im Lager
Im Jahr 2002 und 2005 verursachten Feuerlegungen durch protestierende Asylsuchende einen Schaden von mehr als 2 Millionen AUD. Im Juli 2005 kam es im Verlauf eines weiteren Protests der Insassen zu einem Sachschaden von 70.000 AUD. Am 12. November 2005 protestierten Asylsuchende im Lager gegen ihre Unterbringung, beschädigten Einrichtungen und setzen sie in Brand. 58 Asylsuchende mussten aus dem Lager entfernt werden, vier davon hatten Rauchvergiftungen.

## Protestbewegung
Bereits 2002 kam es zu heftigen Protesten gegen das Internierungslager, als etwa 1200 protestierende Personen den Zaun niederrissen und 50 Asylsuchenden zur Flucht verhalfen. Sechs der Flüchtenden konnten wieder ins Lager zurückgeführt werden. Danach wurde ein zweiter Zaun errichtet, der elektrifiziert war.
500 Personen protestierten im April 2003 gegen das Internierungslager und bauten ein Protestcamp auf. Im Verlauf des drei Tage dauernden Protests wurden 33 Personen verhaftet.
Im März 2005 kam es zum Protest zahlreicher Personen vor dem Lager. Bei einer gewaltsamen Auseinandersetzung zwischen Demonstranten und Polizei wurden mehrere Personen verhaftet und verletzt. Nach dieser Auseinandersetzung protestierten etwa 500 australische Anwälte gegen das Vorgehen der Polizei.
Im August 2005 gab es einen tagelang anhaltenden Protest vor dem Lager, in dessen Verlauf nach Auseinandersetzungen mit der Polizei 16 Protestierende verhaftet wurden.